# Svizzera all'Eurovision Song Contest 2000
La Selezione Svizzera per l'Eurofestival 2000 si svolse a Lugano il 29 gennaio 2000 e presentata da Matteo Pelli.

## Canzoni in ordine di classifica
| Posizione | Canzone                   | Artista           |
| 1.        | La vita cos'è             | Jane Bogaert      |
| 2.        | Just 4 You                | Nubya & Al Walser |
| 3.        | Thank You For The Flowers | Elisabeth White   |
| 4.        | Generation                | Charlotte Mahoney |
| 5.        | Glückstränä               | Autseid           |
| 6.        | Vous                      | Lauranne          |